# Éltető Lajos
Zilahi és magyarrégeni Éltető Lajos (Louis J. Elteto) (Máriapócs, 1938. december 8. – 2019. április 20.) amerikai magyar közéleti személyiség, egyetemi tanár, szerkesztő.

## Életpályája
A második világháború után gyermekként szüleivel az Amerikai Egyesült Államokba emigrált. Tanulmányait a Louisianai Állami Egyetemen végezte. 1970-től a Portlandi Állami Egyetemen a magyar és a német nyelv lektora, majd professzora, az intézmény emeritus professzora. Éltető Lajos 1967-ben Ludányi Andrással közösen alapította a Magyar Baráti Közösség nevű szervezetet. Az 1980-as években tagja volt a Magyarok Világszövetsége elnökségének, s jelentős szerepet játszott a magyar és amerikai egyetemek közötti tudományos kapcsolatok kiépítésében.
Egyik jelentős kutatási területe Erdély és a magyar unitarizmus története.
Éltető Lajos nős, három felnőtt gyermeke van.

## Fő műve
- Transylvania – The Roots of Ethnic Conflicts (1984)